# Francisco de Asís La-Roche y Aguilar
Francisco de Asís La-Roche y Aguilar (Santa Cruz de Tenerife, 7 de diciembre de 1886 - idem, 27 de septiembre de 1948), fue un político español.
Nació en el seno de una familia de abolengo francés establecida en Canarias desde el siglo XVIII. 
Habiendo obtenido el título de Profesor Mercantil por la Universidad de Sevilla (1909), fue profesor de alemán y de geografía e historia en la Escuela de Comercio de Santa Cruz de Tenerife (Actual Universidad de La Laguna).
Durante su vida Francisco La-Roche fue designado para desempeñar varios cargos públicos relevantes. Comenzó como concejal en el ayuntamiento de Santa Cruz de Tenerife en 1920, siendo alcalde de dicho municipio durante la dictadura de Miguel Primo de Rivera, entre el 28 de marzo de 1924 y el 29 de septiembre de 1925. Asimismo fue presidente del Cabildo Insular de Tenerife en dos periodos distintos (1927-1930 y 1939-1943) y presidente de la Mancomunidad Provincial (1939-1945) y del Consejo de la Caja de Previsión Social de Canarias (1924-1940), así como gobernador civil de la Provincia de Santa Cruz de Tenerife de forma interina durante casi dos años.
Entre los muchos cargos y puestos desempeñados por Francisco La-Roche sobresale, también, el de Presidente de la Junta de Obras del Puerto de Santa Cruz de Tenerife, desde 1938 hasta 1948, puesto antecedente del que hoy denominamos Presidente de la Autoridad Portuaria.
También fue presidente, durante siete años, de la Cámara Oficial de la Propiedad Urbana, así como del Consejo de la Caja de Previsión Social de Canarias. Además sería miembro directivo de la Cámara Oficial de Comercio, Industria y Navegación, y de la Real Sociedad Económica de Amigos del País de Tenerife.
Participó activamente en la sublevación militar franquista de 1936 que dio lugar a la guerra civil española. 
Por acuerdo municipal de fecha 25 de junio de 1952, le fue asignada a Francisco La-Roche Aguilar, una de las avenidas más importantes de la ciudad de Santa Cruz de Tenerife, aunque popularmente es conocida como Avenida de Anaga.
| Predecesor: Estanislao Brotons y Poveda | Presidente del Cabildo Insular de Tenerife 1.er mandato 1 de diciembre de 1927 - 9 de abril de 1930 | Sucesor: Ignacio Llarena Monteverde |
| Predecesor: Américo López Méndez        | Presidente del Cabildo Insular de Tenerife 2.º mandato 25 de mayo de 1939 - 3 de abril de 1943      | Sucesor: Fernando Beautell Meléndez |
| Predecesor: Santiago García Sanabria    | Alcalde de Santa Cruz de Tenerife 28 de marzo de 1924 - 29 de septiembre de 1925                    | Sucesor: Santiago García Sanabria   |